# Cornelis Gijsbert Gerrit Jan van Steenis
Cornelis Gijsbert Gerrit Jan van Steenis, né le 31 octobre 1901 à Utrecht et mort le 14 mai 1986 à Oegstgeest, est un botaniste néerlandais, spécialiste des plantes d'Asie du Sud-Est. Il a été en poste notamment au jardin botanique de Bogor (Indonésie), également au Rijksherbarium de l'université de Leyde.